# Kiislova
Kiislova – wieś w Estonii, w prowincji Võru, w gminie Meremäe.